# 矢立文庫
『矢立文庫』（やたてぶんこ）は、2016年から2022年までサンライズが配信していたウェブ小説・ウェブコミック配信サイト。

## 概要
2016年9月9日にプレオープン、9月30日より本オープンしたサンライズ運営のウェブ小説・漫画サイト。サンライズ社内に眠る企画を読み物として公開していくサイトで、サンライズ原作のスピンオフ作品等を多く連載する。
2017年には本サイト作品としては初めてとなる『機動戦士ガンダム Twilight AXIS』のアニメ化が発表。
2022年9月1日にサンライズ公式ポータルサイト『サンライズワールド』への引っ越し（統合）を発表、一部作品についてはポータルサイトで配信される。

## 連載終了
| 作品名                                                  | 原作                            | 著者                                            | イラスト・監修等 | 開始日                         | 終了日          | 話数                                                     | 備考                           |
| ------------------------------------------------------- | ------------------------------- | ----------------------------------------------- | --- | ------------------------------ | --------------- | -------------------------------------------------------- | ------------------------------ |
| 装甲騎兵ボトムズ 絢爛たる葬列                           | 装甲騎兵ボトムズ                | 高橋良輔                                        | 大河原邦男（メカニカルデザイン） しらゆき（イラスト） | 2016年 9月9日                  | 2016年 10月14日 | 全6回                                                    | [ 4 ]                          |
| はるかの星                                              | オリジナル                      | クゲアキラ                                      | 奥野裕輔（イラスト） | 2016年 9月30日                 | 2017年 3月28日  | 全26回                                                   |                                |
| エンタングル：ガール 舞浜南高校映画研究部               | ゼーガペイン                    | 高島雄哉                                        | | 2016年 9月30日                 | 2017年 4月27日  | 全30回                                                   |                                |
| メゾン・ド・アームズ バシレイオン                       | オリジナル                      | ジョージ クープマン                             | 中村嘉宏（キャライラスト） 鈴木雅久（メカイラスト） | 2017年 1月13日                 | 2017年 6月8日   | 全22回                                                   |                                |
| アナハイム・ラボラトリー・ログ                          | 機動戦士ガンダム                | 石井誠、高村泰稔（ストーリー）                  | 矢立肇・富野由悠季（原作） 瀧川虚至、夏元雅人、岡正信（メカニカルデザイン） 折原冬真（イラスト） | 2016年 11月19日                | 2017年 6月22日  | 休載 全8回                                               | PDF ビューアー                 |
| サン娘 〜Girl's Battle Bootlog                          | オリジナル                      | 金田一秋良                                      | 射尾卓弥（イラスト） | 2017年 1月13日                 | 2017年 7月5日   | 全26回                                                   | 第1期                          |
| ミレニアムソーン                                        | オリジナル                      | M・Tプロジェクト                                | | 2016年 9月30日                 | 2017年 8月30日  | 全12回                                                   | PDF ビューアー                 |
| 佐藤としお遺画集                                        | オリジナル                      | 岸本真太郎                                      | | 2017年 1月13日                 | 2017年 8月1日   | 全30回                                                   | JPG画像                        |
| さよならピーターパン                                    | オリジナル                      | 高橋びすい                                      | 黒銀（イラスト） | 2017年 4月6日                  | 2017年 9月20日  | 全12回                                                   | [ 6 ]                          |
| 装甲騎兵ボトムズ 鉄騎兵堕ちる                           | 装甲騎兵ボトムズ                | 高橋良輔                                        | 大河原邦男（メカニカルデザイン） しらゆき（イラスト） | 2017年 9月13日                 | 2017年 11月1日  | 全8回                                                    | [ 4 ]                          |
| 高橋良輔の言っちゃなんだけど                            |                                 | 高橋良輔                                        | | 2017年 6月10日                 | 2017年 12月22日 | 全14回                                                   | コラム                         |
| 機動戦士ガンダム Twilight AXIS                          | 機動戦士ガンダム                | 中村浩二郎                                      | Ark Performance（ストーリー構成・デザイン協力・挿絵） | 2016年 9月30日（先行） 11月7日 | 2017年 12月28日 | 全20回                                                   | [ 7 ]                          |
| ハジメまして!                                           | オリジナル                      | コウジロウさん（シナリオ） ミツバチパン（作画） | | 2017年 10月25日                | 2018年 1月17日  | 全12回                                                   | 漫画                           |
| 絶対無敵ライジンオー 五次元帝国の逆襲                   | 絶対無敵ライジンオー            | 園田英樹                                        | 武内啓（キャライラスト） やまだたかひろ（メカイラスト） 甲斐けいこ（仕上） 八木寛文（旭プロダクション）（特効） | 2017年 4月18日                 | 2018年 5月11日  | 全36回                                                   |                                |
| サンライズ創業30周年企画「アトムの遺伝子 ガンダムの夢」 |                                 | 高橋良輔                                        | 対談ゲスト 山浦栄二（サンライズ創業者） 沼本清海（サンライズ創業者） 岩崎正美（サンライズ創業者） 飯塚正夫（サンライズ元資料室長） 高橋良輔 半藤克美（スタジオ･ユニ） 鈴木良武 高千穂遥（スタジオぬえ） 大河原邦男 富野由悠季 安彦良和 宮原照夫（元少年マガジン編集長） 野崎欣宏（伸童舎代表） 丸山正雄（マッドハウス社長） 田代敦巳（グループ・タック代表） 石川光久（Production I.G社長） 南雅彦（ボンズ社長） 加瀬充子 杉島邦久 高松信司 赤根和樹 渡辺信一郎 吉井孝幸（サンライズ社長） | 2017年 12月4日                 | 2018年 5月21日  | 全23回                                                   | コラム                         |
| 運び屋椿                                                | オリジナル                      | 内堀優一                                        | Original Star-IP Office（原作） 斎藤純一郎、赤根健良（デザインコンセプト） 鈴木竜也（アニメーションキャラクターデザイン） 田口栄司（アニメーションメカデザイン） 松田泰昭（企画協力） | 2018年 1月10日                 | 2018年 6月27日  | 全25回                                                   |                                |
| ぼくたちは人工知能をつくりたい                          | オリジナル                      | 穂高正弘                                        | はねこと（キャラクターデザイン） | 2018年 4月6日                  | 2018年 7月27日  | 全17回                                                   |                                |
| ビーチガールズ                                          | オリジナル                      | あんざ友（漫画担当）                            | うなさか、Byte、能義たか好、homa、桝石きのと（キャラクターデザイン） ayana.（ヴィジュアルデザイン） | 2018年 6月18日                 | 2018年 8月24日  | 全50回                                                   | コミック                       |
| 覇界王 〜ガオガイガー対ベターマン〜 the COMIC           | 勇者王ガオガイガー ベターマン   | 藤沢真行（漫画）                                | 矢立肇（原作） 米たにヨシトモ、竹田裕一郎（小説原作・監修） ホビージャパン（製作・編集） | 2018年 9月25日                 |                 |                                                          | 漫画                           |
| サン娘 〜Girl's Battle Bootlog セカンドシーズン         | オリジナル                      | 金田一秋良                                      | 射尾卓弥（イラスト） | 2018年 6月12日                 | 2018年 12月11日 | 全27回                                                   | 第2期                          |
| オリオンレイン                                          | オリジナル                      | 司月透                                          | 伊咲ウタ（イラスト） | 2017年 1月13日                 | 2018年 12月14日 | 休載中 第40回まで SS：全8回                              |                                |
| コードギアス断章 モザイクの欠片                         | コードギアス 反逆のルルーシュ   | 高橋びすい                                      | | 2018年 7月4日                  | 2018年 12月19日 | 全12回                                                   |                                |
| サン娘 〜Girl's Battle Bootlog［コミカライズ版］        | オリジナル                      | 華師（漫画） 金田一秋良（ストーリー）           | 射尾卓弥（キャラクターデザイン） | 2017年 12月29日                | 2018年 12月20日 | 全17話中 第11回まで                                      | 漫画                           |
| SDガンダム ザ・ラストワールド                           | SDガンダム                      | 栗原昌宏（構成・執筆） 青木ハヤト（漫画）       | 原作：矢立肇・富野由悠季（原作） アストレイズ、今石進、たかのあつのり、寺島慎也、中野牌人、林健太郎、牟田口裕基、折原冬真、スサガネ、もやし（イラスト） 横井孝二、レイアップ（協力） | 2016年 12月5日                 | 2019年 1月25日  | ステージ1：全6回 ステージ2：全6回 EX：全4回 FINAL：全4回 | [ 15 ]                         |
| WAR TIME SHOW 〜戦場のエクエス                          | オリジナル                      | 高島雄哉                                        | 凌空凛（キャラクターデザイン・挿絵） 瀧川虚至（メカデザイン） シラユキー（メカデザイン・挿絵） | 2017年 12月7日                 | 2019年 4月19日  | 全51回 外伝：全15回                                      | ビューアー                     |
| 春の嵐が芽を揺らす。                                    | オリジナル                      | もじゃり                                        | | 2018年 12月11日                | 2019年 7月9日   | 休載中 第16回まで                                        | 漫画 JPG画像                   |
| きぐるみフレンジー                                      | オリジナル                      | たかのあつのり（漫画・キャラクターデザイン）    | サンライズ（企画） 矢立肇（原作） | 2018年 9月5日                  | 2019年 7月17日  | 全45回                                                   | 漫画 JPG画像                   |
| Zonder〜小さき悪の華〜                                  | 勇者王ガオガイガー              | ヴァンヴァイ吉岡                                | | 2019年 6月27日                 | 2019年 7月24日  | 全3回                                                    | [ 17 ]                         |
| 珠洲城遥の事件簿〜                                      | 舞-HiME                         | 松田シン                                        | | 2019年 12月10日                |                 | 全1回                                                    | [ 18 ]                         |
| すりーぴーす                                            | オリジナル                      | 佐倉えび                                        | | 2018年 11月1日                 | 2020年 3月12日  | 全50回+1回                                               | 漫画 JPG画像                   |
| 森のおんがくだん                                        | WEBアニメ 森のおんがくだん      | 影爾                                            | | 2017年 3月6日                  | 2020年 3月25日  | 休載中 第112回まで                                       | 4コマ漫画                      |
| 高橋良輔監督旅行記「飛行機雲に誘われて」                |                                 | 高橋良輔                                        | | 2018年 1月9日                  | 2020年 3月31日  | 全53回                                                   | コラム                         |
| IPポリス つづきちゃん                                   | [ 19 ]                          | 大川ぶくぶ                                      | | 2016年 9月30日                 | 2020年 4月24日  | 休載中 第150回まで                                       | 4コマ漫画                      |
| フレフレ!霧雨アンダーテイカー                           | 音楽バンド 霧雨アンダーテイカー | ふぁっ熊                                        | | 2019年 12月12日                | 2020年 6月4日   | 全25回                                                   | 4コマ漫画                      |
| 2020年版～“アンチ天才”のボトムズ流仕事術                |                                 | 渡辺由美⼦ 高橋良輔                             | | 2020年 4月7日                  | 2020年 6月9日   | 全3回                                                    | コラム                         |
| "アンチ天才"のボトムズ流仕事術                          |                                 | 渡辺由美⼦ 高橋良輔                             | | 2020年 4月7日                  | 2020年 7月28日  | 全17回                                                   | [ 20 ]                         |
| 新選組チューボー録                                      | オリジナル                      | SOW                                             | 齋藤将嗣（キャラクターデザイン） | 2021年 1月12日                 | 2021年 2月22日  | 全13回                                                   | [ 21 ]                         |
| 覇界王 〜ガオガイガー対ベターマン〜                     | 勇者王ガオガイガー ベターマン   | 竹田裕一郎                                      | 米たにヨシトモ（監修） | 2016年 9月30日                 | 2021年 3月17日  | 全69回                                                   |                                |
| ベルコ☆トラベル                                         | オリジナル                      | アラキノゾミ                                    | サンライズ（企画） 矢立肇（原作） | 2018年 10月1日                 | 2021年 3月29日  | 全115回                                                  | 漫画 JPG画像                   |
| 【スペシャル企画】「GEAR戦士電童」20周年記念連載        | GEAR戦士電童                    |                                                 | 福田己津央（総監督） 古里尚丈（プロデューサー） 野中剛（コンセプトデザイン） 阿久津潤一（メカデザイン） 新谷学（メカデザイン） | 2020年 7月31日                 | 2021年 7月30日  | 全9回                                                    | コラム                         |
| MIKA AKITAKA'S MS少女NOTE                               | MS少女 機動戦士ガンダム         | 明貴美加                                        | 結原りん（お年賀4コマ） | 2018年 6月28日                 | 2021年 8月30日  | 全76回                                                   | イラスト JPG画像               |
| 魔神英雄伝ワタル 七魂の龍神丸                           | 魔神英雄伝ワタル                | 小山真                                          | | 2020年 4月10日                 | 2022年 1月29日  | 全54回                                                   | 書籍発売以降は一部以外公開終了 |
| 放課後修学旅行記                                        | オリジナル                      | 内堀優一                                        | | 2022年 4月1日                  | 2022年 6月3日   | 全19回                                                   |                                |

## 未発表作品
| 作品名                                        | 原作                          | 著者                                            | イラスト・監修等                                      | 開始日       | 備考 |
| --------------------------------------------- | ----------------------------- | ----------------------------------------------- | ----------------------------------------------------- | ------------ | ---- |
| ハジメまして!（第2期）                        | オリジナル                    | コウジロウさん（シナリオ） ミツバチパン（作画） |                                                       | 開始時期未定 | 漫画 |
| 星のプリンセスコード 〜ああ、愛しのガイア様〜 | オリジナル                    | 森江美咲                                        | 森倉円、桜木蓮（キャラクターデザイン） 桜木蓮（挿絵） | 開始時期未定 |      |
| クロスアンジュ 天使と竜の輪舞 外伝            | クロスアンジュ 天使と竜の輪舞 |                                                 |                                                       | 開始時期未定 |      |

## サンライズワールド移行作品
- フレフレ!霧雨アンダーテイカー
- 魔神英雄伝ワタル 七魂の龍神丸（一部のみ）
- すりーぴーす
- ベルコ☆トラベル
- きぐるみフレンジー
- IPポリス つづきちゃん
- 覇界王 〜ガオガイガー対ベターマン〜（一部のみ）
- コードギアス断章 モザイクの欠片
- 絶対無敵ライジンオー 五次元帝国の逆襲（一部のみ）
- サン娘 〜Girl's Battle Bootlog（一部のみ）
- ビーチガールズ
- 運び屋椿
- さよならピーターパン（一部のみ）
- ハジメまして!
- 森のおんがくだん
- エンタングル：ガール 舞浜南高校映画研究部（一部のみ）
- 高橋良輔監督旅行記「飛行機雲に誘われて」
- WAR TIME SHOW 〜戦場のエクエス（外伝含む、全話閲覧可能）
- ぼくたちは人工知能をつくりたい
- 佐藤としお遺画集
- メゾン・ド・アームズ バシレイオン
- はるかの星
- 高橋良輔の言っちゃなんだけど
- アトムの遺伝子 ガンダムの夢
- 放課後修学旅行記
- "アンチ天才"のボトムズ流仕事術（2020年版含まず）

## サイト内企画
- ハジメちゃん&パロ 企画記事

原画コーナーやアイテムレビュー、お知らせなど。イラスト担当は植草航。
- 写真投稿企画第1弾「ガンプタグラム」

ガンプラを使った写真投稿企画。
- 高橋良輔監督×河口佳高編集長スペシャル対談

2017年6月配信。
- 読者アンケート「サンライズ作品で新たに見たいものは？」

読者アンケート企画。結果は、第1位『TIGER & BUNNY』、第2位『コードギアス 反逆のルルーシュ』、第3位『ファイ・ブレイン 神のパズル』、第4位『革命機ヴァルヴレイヴ』、第5位『完全勝利ダイテイオー』、第6位『アイドルマスター XENOGLOSSIA』、第7位『バディ・コンプレックス』、第8位『ゼーガペイン』、第9位『スクライド』、第10位『GEAR戦士電童』
- 別冊矢立文庫 〜ライジンオーからトワイライトアクシズ（ほか）まで裏話盛りだくさん〜

2017年9月1日開催、1周年記念トークイベント。
- 読者アンケート「河口編集長への直談判」

イベントでのナマ編集会議の議題。
- 矢立文庫へ年賀状を送ろう！キャンペーン

2017年12月開始。年末年始特別企画。

## イメージキャラクター
声はPVで起用。ハジメとパロのマスコットキャラデザインは植草航が担当。
矢立 ハジメ（やたて ハジメ）
声 - 内田真礼
矢立肇の孫。
パロ
声 - 武内駿輔
非尾田 リア（ひおた リア）
声 - 千本木彩花
漫画版登場。
×腐タヲ（かけふ タヲ）
声 - 飯田友子
漫画版登場。

## 出版
- 『覇界王 〜ガオガイガー対ベターマン〜 上巻』 (モーニングスターブックス刊）ISBN 978-4775315040
- 『覇界王 〜ガオガイガー対ベターマン〜 中巻』 (モーニングスターブックス刊）ISBN 978-4775317143
- 『装甲騎兵ボトムズ 戦場の哲学者』（SBクリエイティブ刊）ISBN 978-4797382563
- 『エンタングル：ガール』（創元日本SF叢書刊) ISBN 978-4-488-01836-8
- 『サン娘 〜Girl's Battle Bootlog』（ブックブラスト刊）ISBN 978-4896376593
- 『佐藤としお遺画集』画集限定販売
- 『さよならピーターパン』電子書籍
- 『機動戦士ガンダム Twilight AXIS』電子書籍
- 『絶対無敵ライジンオー 五次元帝国の逆襲』 (角川スニーカー文庫刊) ISBN 978-4041079768
- 『運び屋椿』電子書籍
- 『SDガンダム ザ・ラストワールド キャラクターファイルブック』（メディアパル刊）ISBN 978-4802192378